# Concierto para violonchelo n.º 2 (Saint-Saëns)
El Concierto para violonchelo y orquesta n.º 2 en re menor, Op. 119, de Saint-Saëns está escrito en dos movimientos, al igual que su Cuarto concierto para piano y orquesta. Fue compuesto para el violonchelista holandés Joseph Hollmann en 1902. El Segundo concierto es mucho más virtuoso que el Primero, pero no posee ni la inventiva temática ni la complejidad armónica del Primero.[cita requerida]
"En muchos aspectos, es una creación más exquisita que su famoso predecesor en la menor Op. 33; mayor en líneas generales (se compone de dos secciones principales, cada una subdividida en dos movimientos) y posiblemente de mayor nobleza temática, pese a ello el concierto sigue siendo en gran parte desconocido."

## Estructura
1. Allegro moderato e maestoso - Andante sostenuto
2. Allegro non troppo - Cadencia - Molto allegro

La primera parte del primer movimiento es en forma ternaria. La segunda parte es una plegaria, en mi bemol mayor, también en forma ternaria. El primer movimiento termina con una escala de armónicos artificiales, como la escala en el Primer Concierto para Violonchelo y orquesta. El segundo movimiento es un moto perpetuo en sol menor. Termina abruptamente en una cadencia, seguido por una recapitulación del primer movimiento en el modo mayor, y una coda.

## Las Grabaciones
- Zuill Bailey (Violonchelo) y David Wiley (Roanoke Orquesta Sinfónica)
- Lynn Harrell (Violonchelo) y Riccardo Chailly (Berlin Radio Symphony Orchestra)
- Steven Isserlis (Violonchelo) y Christoph Eschenbach (Orquesta Sinfónica de la Radio de )
- Maria Kliegel (Violonchelo) y Jean-François Monnard (Bournemouth Sinfonietta)
- Torleif Thedéen (Violonchelo) y Jean-Jacques Kantorow (Tapiola Sinfonietta)
- Laszlo Varga (Violonchelo) y Siegfried Landau (Westfalia Orquesta Sinfónica)
- Christine Walevska (Violonchelo) y Eliahu Inbal (Orquesta Nacional de Monte-Carlo)
- Jamie Walton (Violonchelo) y Alex Briger (Philharmonia Orchestra)
- Johannes Moser (Violonchelo) y Fabrice Bollon (Radio-Sinfonieorchester Stuttgart des SWR)